# Fauna Japonica

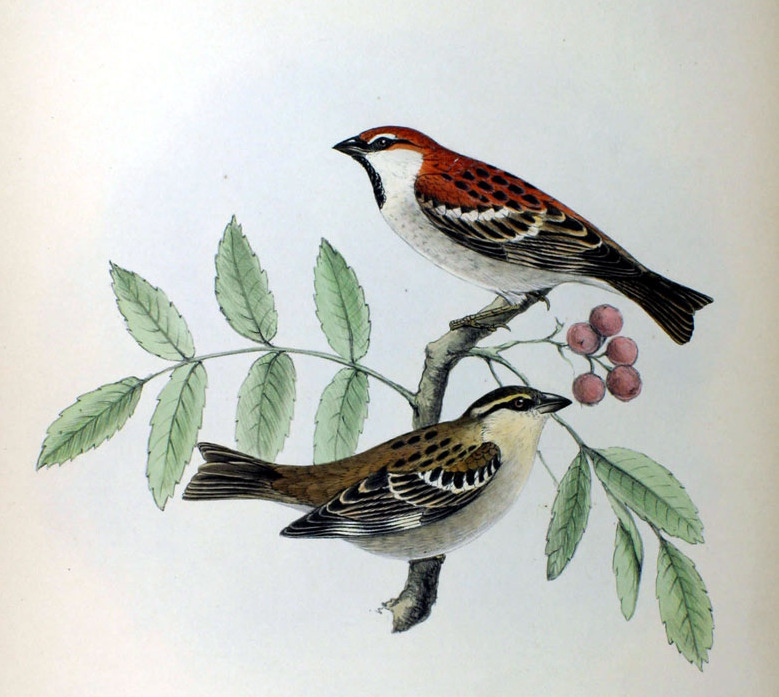
Philipp Franz von Siebold: pareja de gorriones rutilantes (Passer rutilans), con el macho arriba y la hembra debajo. En la obra, la especie fue descrita con el ahora sinonimizado nombre de Passer russatus.

Fauna Japonica es una monografía seriada que versa sobre la zoología del Japón. 
El título completo de la obra es:

Fauna Japonica sive Descriptio animalium, quae in itinere per Japoniam, jussu et auspiciis superiorum, qui summum in India Batava imperium tenent, suscepto, annis 1825 - 1830 collegit, notis, observationibus et adumbrationibus illustravit Ph. Fr. de Siebold. Conjunctis studiis C. J. Temminck et H. Schlegel pro vertebratis atque W. de Haan pro invertebratis elaborata.

La obra está basada en los escritos de Philipp Franz von Siebold (quien escribió el texto) y su sucesor Heinrich Bürger en Japón. Los volúmenes que tratan sobre vertebrados son autoría de los naturalistas del Leyden Museum Coenraad Jacob Temminck y Hermann Schlegel. Wilhem de Haan, también del Leyden Museum, escribió los volúmenes de invertebrados asistido por los artistas naturalistas japoneses Keiga Kawahara, Kurimoto Masayoshi y otros.
Fue publicado serialmente en cinco volúmenes desde 1833 hasta 1850.

## Relevancia
Este fue el primer libro que trataba sobre la fauna japonesa escrito en un idioma europeo: el francés.

## Galería
Aquí se presenta una muestra de las ilustraciones de Fauna Japonica. Para ver más ilustraciones, consultar la categoría de Wikimedia Commons.
|                           |
| (Accentor rubidus), 1842. |

|                        |
| Anser cygnoides, 1842. |

|                             |
| Fulica atra japonica, 1842. |

|                      |
| Pteromys leucogenys. |